# Wahlen zum Repräsentantenhaus der Vereinigten Staaten 1934
Bei den Wahlen zum Repräsentantenhaus der Vereinigten Staaten 1934 wurden am 6. November 1934 die Abgeordneten des Repräsentantenhauses gewählt. Im Bundesstaat Maine fanden die Wahlen bereits am 10. September statt. Die Wahlen waren Teil der allgemeinen Wahlen zum 74. Kongress der Vereinigten Staaten in jenem Jahr, bei denen auch ein Drittel der US-Senatoren gewählt wurde. Da die Wahlen etwa in der Mitte der ersten Amtszeit des Demokratischen Präsidenten Franklin D. Roosevelt stattfanden (Midterm Election), galten sie auch als Votum über die bisherige Politik des Präsidenten.
Zum Zeitpunkt der Wahlen bestanden die Vereinigten Staaten aus 48 Bundesstaaten. Die Zahl der zu wählenden Abgeordneten war 435.  Die Sitzverteilung basierte auf der Volkszählung von 1930.
Bei der Wahl bauten die Demokraten ihre 1932 gewonnene Zweidrittelmehrheit um weitere 9 Mandate aus und kamen nun auf 322 Mandate. Die Republikaner verloren 14 Sitze und stellten fortan nur noch 103 Kongressabgeordnete. Ein Teil dieser Verluste resultiert aus Stimmenverlusten an die nur in Wisconsin kandidierende Progressive Party, die auf Anhieb 7 Mandate errang. Der Demokratische Wahlsieg war vor allem ein Votum für die New Deal Politik der Bundesregierung unter Präsident Franklin Roosevelt. Die Wähler hatten deutlich mehr Vertrauen in diese Politik als in das Republikanische Wahlprogramm. Nach wie vor machte man die Republikanische Bundesregierung unter dem damaligen Präsidenten Herbert Hoover für die 1929 begonnene große Depression verantwortlich. Die von den Demokraten betriebene Verabschiedung des 21. Verfassungszusatzes, wonach der 18. Ergänzungsartikel aus dem Jahr 1919 aufgehoben wurde, fand bei den Wählern Anklang, auch weil dieser (auch als Prohibitionsgesetz bekannte) Artikel zu einem bundesweit massiven Anstieg der Bandenkriminalität geführt hatte.
Vor allem in den Südstaaten war das Wahlrecht durch Gesetze eingeschränkt, die das Wahlrecht an ein bestimmtes Steueraufkommen knüpften. Dadurch wurden ärmere Weiße, vor allem aber viele Afro-Amerikaner vom Wahlrecht ausgeschlossen. Diese Einschränkungen galten bis zur Verabschiedung des 24. Zusatzartikel zur Verfassung der Vereinigten Staaten im Jahr 1964.

## Wahlergebnis
- Demokratische Partei 322 (313) Sitze
- Republikanische Partei 103 (117) Sitze
- Farmer Labor Party: 3 (5) Sitze
- Wisconsin Progressive Party: 7 (0)

Gesamt: 435 (435)
In Klammern sind die Ergebnisse der letzten Wahl zwei Jahre zuvor. Veränderungen im Verlauf der Legislaturperiode, die nicht die Wahlen an sich betreffen, sind bei diesen Zahlen nicht berücksichtigt, werden aber im Artikel über den 74. Kongress im Abschnitt über die Mitglieder des Repräsentantenhauses bei den entsprechenden Namen der Abgeordneten vermerkt. Das Gleiche gilt für Wahlen in Staaten, die erst nach dem Beginn der Legislaturperiode der Union beitraten. Daher kommt es in den Quellen gelegentlich zu unterschiedlichen Angaben, da manchmal Veränderungen während der Legislaturperiode in die Zahlen eingearbeitet wurden und manchmal nicht.

## Weblink
- Party Divisions